# Agnes de Châtillon

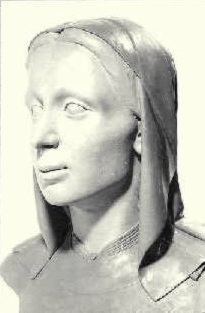
Agnes de Châtillon. Gesichtsrekonstruktion aus dem Jahr 1939 nach dem Originalschädel

Agnès de Châtillon (auch Anne de Châtillon; * 1153; † 1184) war eine antiochenische Prinzessin aus dem Adelsgeschlecht Semur und durch Ehe Königin von Ungarn. Sie wurde zur Stammmutter der späteren Könige von Ungarn, wodurch praktisch alle Herrscherhäuser Europas von ihr abstammen.

## Leben
Agnes war eine Tochter von Renaud de Châtillon-sur-Loing (* 1124; † 1187) und dessen Gemahlin, der Fürstin Konstanze von Antiochia.
Sie wuchs am Hof des byzantinischem Kaisers Manuel I. auf. Um 1172 wurde sie im Alter von circa 19 Jahren mit dem späteren ungarischen König Béla III. verheiratet. In Ungarn nahm sie den Namen Anna an.
Nachdem Anna den ungarischen Thron bestiegen hatte, bemühte sie sich, die nötigen Finanzmittel für das Lösegeld ihres in Gefangenschaft befindlichen Vaters zu sammeln. Gemeinsam mit ihrem Gatten Béla III. ließ sie Geistliche und Nonnen aus Frankreich nach Ungarn kommen. Sie vertraute die Erziehung ihrer Kinder französischen Lehrern an und sorgte auch für die Ausbildung ihrer Hofdamen.
Anna verstarb nach etwa zwölfjähriger Ehe im Alter von 31 Jahren, nachdem sie sechs Kinder zur Welt gebracht hatte. Sie wurde in der Basilika in Székesfehérvár beigesetzt, später wurde ihr Leichnam in die Matthiaskirche nach Budapest überführt. Über ihren Sohn Andreas II. war sie Großmutter der heiligen Elisabeth von Thüringen.

## Nachkommen
- Emmerich (* 1174; † 1204), König von Ungarn
- Margarethe von Ungarn (* 1175; † nach 1233), ⚭ Kaiser Isaak II. von Byzanz
- Andreas II. (* 1176; † 1235), König von Ungarn
- Salomon (jung verstorben)
- Stephan (jung verstorben)
- Konstanze von Ungarn (* 1180; † 1240), ⚭ König Ottokar I. Přemysl von Böhmen